# Патрік Сюффо
Патрік Сюффо (фр. Patrick Suffo, нар. 17 січня 1978, Еболоа, Камерун) — колишній камерунський футболіст, що грав на позиції нападника. Виступав за національну збірну Камеруну.
Дворазовий володар кубка Франції.

## Клубна кар'єра
Вихованець юнацьких команд футбольних клубів «Тоннер» та «Нант».
У дорослому футболі дебютував 1996 року виступами за команду клубу «Барселона Б», в якій провів один сезон, взявши участь у 26 матчах чемпіонату.
Своєю грою за цю команду привернув увагу представників тренерського штабу клубу «Нант», до складу якого приєднався 1997 року. Відіграв за команду з Нанта наступні три сезони своєї ігрової кар'єри. За цей час двічі виборював титул володаря Кубка Франції.
Згодом з 2000 по 2008 рік грав у складі команд клубів «Шеффілд Юнайтед», «Нумансія», «Аль-Гіляль», «Ковентрі Сіті», «Дубай», «Одд Гренланд», «Маккабі» (П-Т), «Ашдод» та «Пуертояно».
Завершив професійну ігрову кар'єру у клубі «Рексем», за команду якого виступав протягом 2008—2009 років.

## Виступи за збірні
2000 року дебютував в офіційних матчах у складі національної збірної Камеруну. Протягом кар'єри у національній команді, яка тривала 4 роки, провів у формі головної команди країни 29 матчів, забивши 4 голи.
У складі збірної був учасником Кубка африканських націй 1998 року в Буркіна Фасо, чемпіонату світу 2002 року в Японії та Південній Кореї, Кубка африканських націй 2002 року в Малі, здобувши того року титул континентального чемпіона.

## Досягнення
- Володар Кубка Франції (2):

«Нант»: 1998-99, 1999-2000
- Володар суперкубка Франції (1):

«Нант»: 1999
- Олімпійський чемпіон (1):

Камерун: 2000
- Чемпіон Африки (1):

Камерун: 2002